# Psophocarpus
Genre
Synonymes
- Botor Adans.
- Diesingia Endl.
- Vignopsis De Wild[2].

Psophocarpus est un genre de plantes à fleurs dicotylédones de la famille des Fabaceae, sous-famille des Faboideae, originaire d'Afrique et d'Asie, qui comprend une dizaine d'espèces acceptées.

## Liste d'espèces
Selon The Plant List (3 octobre 2018) :
- Psophocarpus grandiflorus R.Wilczek
- Psophocarpus indicus Willd.
- Psophocarpus lancifolius Harms
- Psophocarpus lecomtei Tisser.
- Psophocarpus lukafuensis (De Wild.) R.Wilczek
- Psophocarpus monophyllus Harms
- Psophocarpus obovalis Tisser.
- Psophocarpus palustris Desv.
- Psophocarpus scandens (Endl.) Verdc.
- Psophocarpus tetragonolobus (L.) DC.